# Freimut Bodendorf
Freimut Bodendorf (* 1953 in Nürnberg) ist seit 1990 Ordinarius und Inhaber des Lehrstuhls Wirtschaftsinformatik II am Betriebswirtschaftlichen Institut der Wirtschafts- und Sozialwissenschaftlichen Fakultät der Universität Erlangen-Nürnberg.

## Leben
1984 wurde Bodendorf auf eine Professur für Wirtschaftsinformatik an die Fachhochschule Nürnberg berufen, 1987 auf den Lehrstuhl für Informatik II (Angewandte Informatik und Wirtschaftsinformatik) an die Universität Fribourg (Schweiz).
In Forschung und Lehre sind E-Business, E-Services, Geschäftsprozessmanagement und Wissensmanagement Schwerpunktthemen. Seit 2024 ist Bodendorf als Vize-Rektor Forschung Mitglied im Rektorat der HSSH - Hochschulinstitut Schaffhausen (Schweiz).

## Publikationen
- Daten- und Wissensmanagement. 2. Auflage. Springer, Berlin 2006, ISBN 3-540-28743-4.
- mit Peter Mertens: Programmierte Einführung in die Betriebswirtschaftslehre. Gabler, Wiesbaden 2005, ISBN 3-409-32089-X.
- mit Peter Mertens, Wolfgang König u. a.: Grundzüge der Wirtschaftsinformatik. 9. Auflage, Springer, Berlin 2005, ISBN 3-540-23411-X.
- mit Susanne Robra-Bissantz: E-Finance – Elektronische Dienstleistungen in der Finanzwirtschaft. Oldenbourg, München 2003, ISBN 3-486-25890-7.
- Wirtschaftsinformatik im Dienstleistungsbereich. Springer, Berlin 1999, ISBN 3-540-65857-2.
- mit Jürgen Hofmann (Hrsg.): Computer in der betrieblichen Weiterbildung. Oldenbourg, München 1993, ISBN 3-486-20698-2.